# Type As STCRP

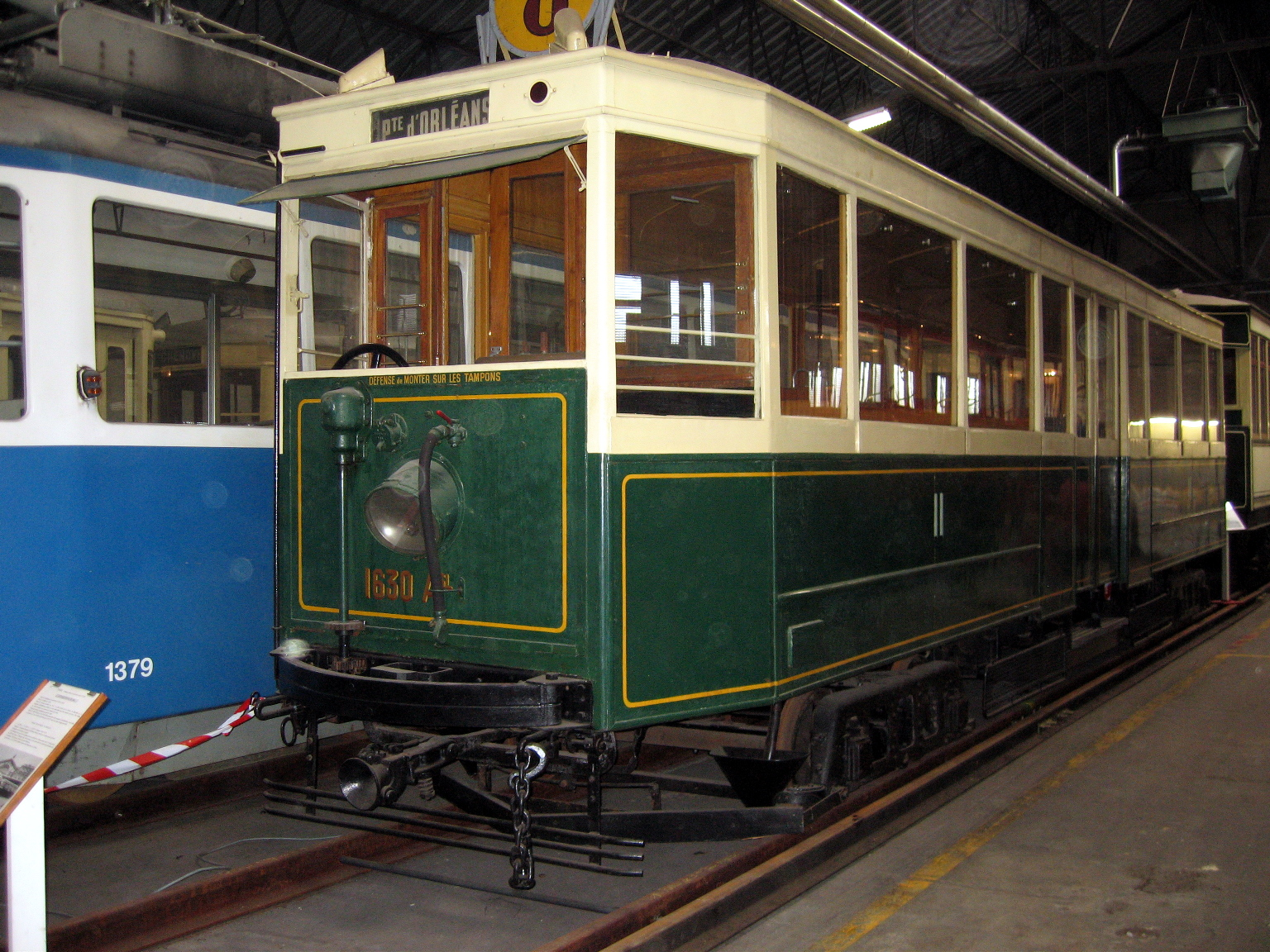
Attelage Asl 1630 préservé par le musée de l'AMTUIR.

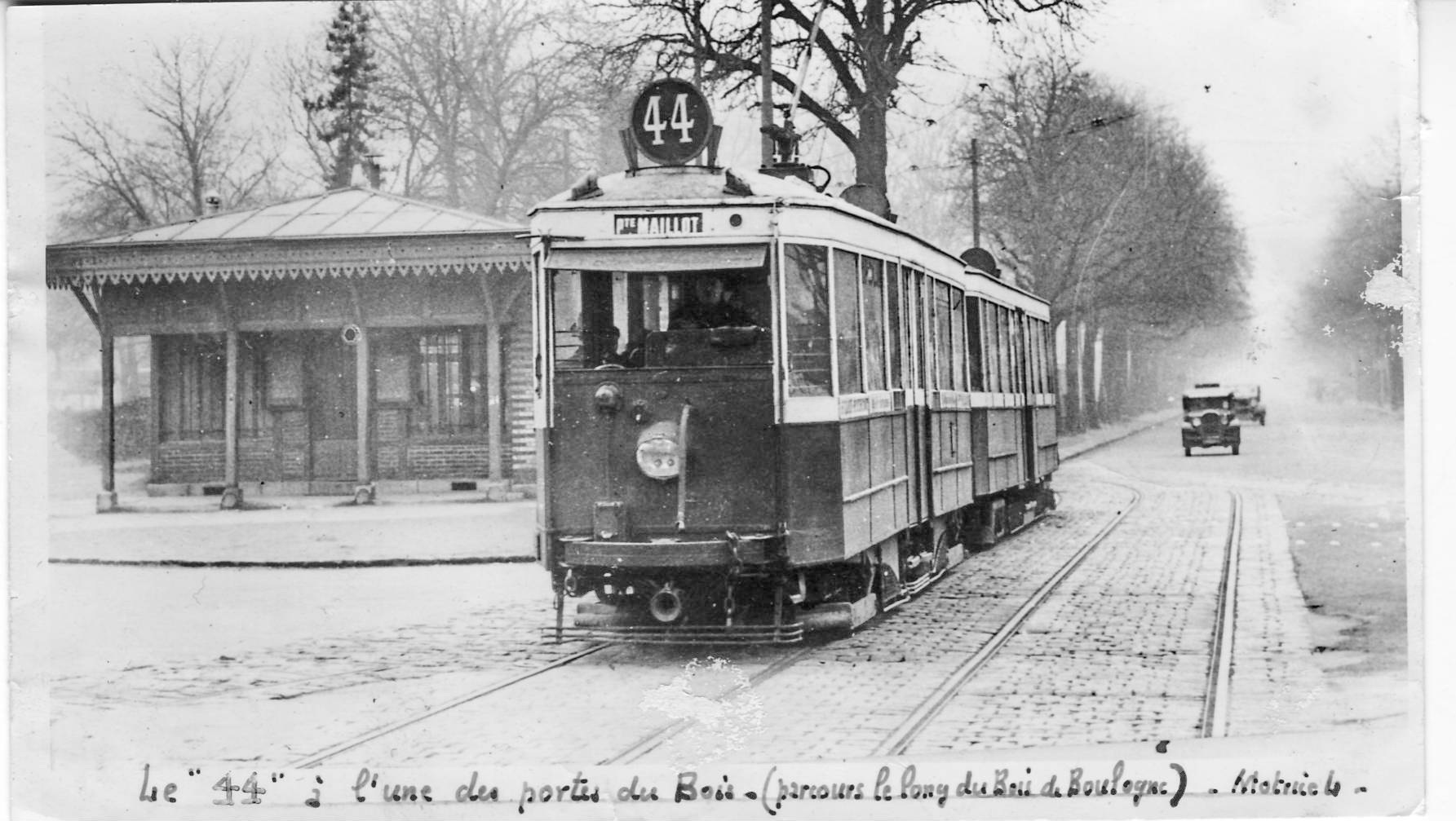
Motrice L et attelage Asl sur la ligne 44 à la porte Maillot.

Attelage As1 devant la gare de l'Est en 1927.

Le type As  de la Société des transports en commun de la région parisienne (STCRP) est un type de remorque de tramway qui a circulé sur le réseau parisien entre 1912 et 1937. La série comprend  720 véhicules avec les Attelages de type A.

## Histoire
La  STCRP entame en 1921 la construction d'une série d'attelages réversibles pour former avec les motrices G et L, des rames réversibles constituées des : 
- Attelages de type As1, à bogies, construits à partir de 1921, no 1326 à 1430 ;
- Attelages de type Asl, à bogies, construits à partir de 1924, no 1431 à 1475 ;
- Attelages de type Amsl, à bogies, construits à partir de 1924, no 1516 à 1575 ;
- Attelages de type As1 et Asl, à bogies, construits à partir de 1930, no 1576 à 1694.

## Description
Les attelages sont équipés d'un poste de conduite avec éclairage et numéro de ligne à une de leurs extrémités. Les attelages As1 sont équipés d'un contrôleur de type K 501X identique à celui des motrices G . Les attelages Asl sont équipés d'un contrôleur de type B 358X identique à celui des motrices L

## Caractéristiques
- Numérotation : 1326 à 1430, 1431 à 1475 & 1576 à 1694
- Longueur : 12,36 m et 12,27 m
- Largeur : 2 m
- Entraxe des bogies : 7,4 m
- Empattement des essieux : 1,2 m
- Poids : 8,8 t
- Capacité : 
  - places assises :  2e classe : 34 places
  - places debout sur la plateforme : 24 places